# كريستوفر برون
كريستوفر برون (بالنرويجية البوكمول: Kristoffer Brun)‏ هو مجدف نرويجي، ولد في 7 أبريل 1988 في برغن في النرويج.

## وصلات خارجية
- كريستوفر برون على موقع الاتحاد الدولي للتجديف (الإنجليزية)
- كريستوفر برون على موقع اللجنة الأولمبية الدولية (الإنجليزية)
- كريستوفر برون على موقع أوليمبيديا (الإنجليزية)